# Jakub Alberione
Jakub Alberione, właśc. Giacomo Alberione (ur. 4 kwietnia 1884 w San Lorenzo di Fossano, zm. 26 listopada 1971 w Rzymie) – włoski ksiądz, założyciel Towarzystwa św. Pawła, błogosławiony Kościoła katolickiego.

## Życiorys

### Początki drogi kapłańskiej

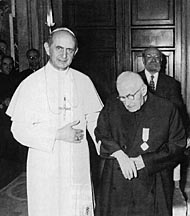
Bł. Jakub Alberione z papieżem Pawłem VI

Urodził się 4 kwietnia 1884 w San Lorenzo di Fossano we Włoszech jako piąte z siedmiorga dzieci Michała Alberione i Teresy Alocco. Zanim zaczął uczęszczać do szkoły jego rodzina przeniosła się na nizinę rzeki Tanaro, kilka km. na południe od miasteczka Cherasco. W wieku 6 lat zaczął uczęszczać do szkoły w Cherasco. 25 października 1896 wstąpił do seminarium duchownego w Bra. W październiku 1900 za radą swojego proboszcza wstąpił do seminarium duchownego w Albie. W nocy z 31 grudnia 1900 roku na 1 stycznia 1901 roku zgodnie z sugestią papieża Leona XIII, wszyscy katolicy, a w szczególności klerycy zostali wezwani do modlitewnego czuwania w nocy łączącej dwa wieki. Młody Jakub dostał wtedy wizji dotyczącej perspektyw i zagrożeń stojących przed ludzkością i „poczuł się szczególnie zobowiązany do służby Kościołowi i ludziom nowego wieku”. 29 czerwca 1907 otrzymał święcenia kapłańskie z rąk biskupa Alby Józefa Franciszka Re. W 1908 roku został ojcem duchownym w wyższym seminarium duchownym w Albie, w tym czasie dostrzegł powołanie u Józefa Giaccardo (późniejszego błogosławionego), którego wysłał do seminarium w Albie. W tym samym roku uzyskał doktorat z teologii na Wydziale Teologicznym w Genui. 12 września 1913 bp Re powierzył ks. Alberione stanowisko dyrektora tygodnika Gazzetta d'Alba.

### Założenie i rozwój Rodziny Świętego Pawła
Rok później, w dzień śmierci papieża Piusa X (20 sierpnia 1914) powołał do istnienia Towarzystwo Świętego Pawła. W przeciągu następnych lat ks. Jakub Alberione powiększał Rodzinę Świętego Pawła zakładając:
- Zgromadzenie Sióstr Córek Świętego Pawła (15 czerwca 1915)
- Stowarzyszenie Współpracowników Paulińskich (1917)
- Siostry Uczennice Boskiego Mistrza (10 lutego 1924)
- Wspólnota Sióstr Jezusa Dobrego Pasterza (pasterzanki) (7 października 1938)
- Instytut Matki Bożej Zwiastowania (1958)
- Instytut Archanioła Gabriela (1958)
- Instytut agregowany Jezusa Kapłana (1959)
- Instytut Królowej Apostołów (siostry apostolinki) (8 września 1959)
- Instytut agregowany Świętej Rodziny (1960)

W 1939 roku założył San Paolo Film – instytucję zajmującą się produkcją i dystrybucją filmów o tematyce religijnej. 4 kwietnia 1957, podczas pierwszej kapituły generalnej Towarzystwa Świętego Pawła, ks. Alberione został wybrany przełożonym generalnym. W 1962 wziął udział w obradach Soboru Watykańskiego II. 28 czerwca 1969 papież Paweł VI odznaczył ks. Alberione orderem Pro Ecclesia et Pontifice (Za Kościół i Papieża).

### Śmierć
Ks. Jakub Alberione zmarł o godzinie 18.30 26 listopada 1971 roku w Rzymie w wieku 87 lat. Tuż przed śmiercią odwiedził go papież Paweł VI. Ks. Alberione został pochowany w kaplicy pod kryptą Sanktuarium Królowej Apostołów w Rzymie. Ciało ks. Alberione wystawione jest do kultu wiernych w kaplicy bazyliki Królowej Apostołów w Rzymie w domu Generalnym Towarzystwa Świętego Pawła.

### Beatyfikacja
4 maja 1981 został otwarty jego proces beatyfikacyjny, a już 27 kwietnia 2003 Jan Paweł II ogłosił ks. Jakuba Alberione błogosławionym Kościoła Katolickiego. Wcześniej (25 czerwca 1996) papież wydał dekret o heroiczności cnót ks. Alberione.

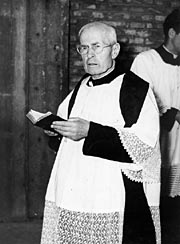
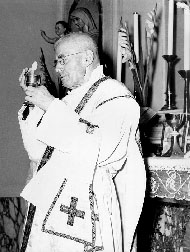
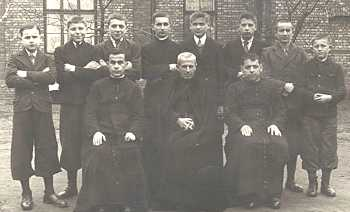
Pierwsi polscy pauliści wraz z ks. Alberione (w środku, siedzący). Po lewej stronie ks. Alberione siedzi ks. Ravina, a po prawej ks. Ricolfi.
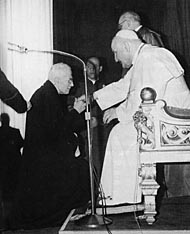
Ks. Jakub Alberione z papieżem Janem XXIII

## Książki bł. Jakuba Alberione
- Apostolstwo druku
- Apostolstwo wydawnicze